# Моторизованная дивизия «Курмарк»
Моторизованная дивизия «Курмарк» (нем. Panzer-Grenadier-Division Kurmark; также неверно называемая танковой дивизией «Курмарк») — тактическое соединение сухопутных войск вооружённых сил нацистской Германии. Принимала участие во Второй мировой войне.

## Боевой путь
Дивизия была спешно сформирована в январе 1945 года под руководством полковника Вилли Лангкайта для обороны немецких провинций. Состав дивизий был разнородным, подразделения были недоукомплектованы и плохо экипированы. Наряду с возвратившимися в отпуск солдатами и плохообученными свежими частями в дивизию вошли неполная запасная бригада дивизии «Великая Германия» и фанен-юнкеры дрезденской школы, обладавшие высоким боевым духом. Лангкайт энергично реквизировал личный состав учебных заведений и технику прямо с заводов, из-за чего часть танков не имела орудий. Дивизия «Курмарк» была брошена на Одер, где в ходе боевых действий по удержанию и расширению плацдарма в районе Кюстрина ей ценой высоких потерь (особенно в технике) удалось достичь ряда локальных успехов в сражении с советскими войсками, но выполнить задачу по уничтожению советского плацдарма она не сумела и понесла большие потери. После этого дивизия отошла на восстановление, а в апреле была переведена к востоку от Берлина. В ходе наступления многократно превосходящих сил «Курмарк» в составе 9-й армии была окружена, но вырвалась на юго-запад, где снова встретилась с советским наступлением и была разгромлена. Но некоторым подразделениям удалось уйти на запад и перейти Эльбу, где 8 мая они сдались американцам в составе 12-й армии.

## Боевой состав
- 151-й танковый полк «Курмарк»
  - 1-й батальон («Пантеры»)
  - 2-й батальон (PzKpfw IV и «Хетцеры»)
- 152-й моторизованный полк (2 батальона велосипедистов)
- Стрелковый полк «Курмарк»
- 151-й артиллерийский полк «Курмарк» (2 дивизиона)
- 151-й противотанковый артиллерийский дивизион «Курмарк» (4 роты, «Панцершреки» и «Панцерфаусты»)
- 151-й разведывательный батальон «Курмарк»
- 151-й сапёрный батальон «Курмарк»
- 151-й рота связи «Курмарк»
- Армейская зенитная батарея «Курмарк»
- Приданные части: 1234-й, 1235-й, 1239-й, 1241-й, 1242-й фанен-юнкерские пехотные полки

## Награждённые Рыцарским крестом Железного креста (4)
- Адам Ридмюллер, 18.2.1945 — фельдфебель, командир взвода 4-й роты 104-й бригады истребителей танков
- Альберт-Густав Лидтке, 15.3.1945 — фанен-юнкер-обер-фельдфебель 6-й роты 1241-го фанен-юнкерского пехотного полка
- Вилли Шмюкле, 15.3.1945 — фанен-юнкер-обер-фельдфебель 6-й роты 1241-го фанен-юнкерского пехотного полка
- Ганс-Вольфганг Шёне, 23.3.1945 — обер-лейтенант резерва, командир 2-го батальона 1242-го фанен-юнкерского пехотного полка